# 盛岡連隊区
盛岡連隊区（もりおかれんたいく）は、大日本帝国陸軍の連隊区の一つ。前身は盛岡大隊区である。当初は岩手県の一部、後に同県全域の徴兵・召集等兵事事務を取り扱った。宮城県の一部を管轄した時期もあった。実務は盛岡連隊区司令部が執行した。1945年（昭和20年）、同域に盛岡地区司令部が設けられ、地域防衛体制を担任した。

## 沿革
1888年（明治21年）5月14日、大隊区司令部条例（明治21年勅令第29号）によって盛岡大隊区が設けられ、陸軍管区表（明治21年勅令第32号）により岩手県の大部分が管轄区域に定められた。第2師管第4旅管に属した。この時、岩手県の残り区域は青森大隊区に属していた。
1896年（明治29年）4月1日、盛岡大隊区は連隊区司令部条例（明治29年勅令第56号）によって連隊区に改組され、旅管が廃止となり第8師管に属した。1898年8月28日、司令部は盛岡市内丸に移転した。
1903年（明治36年）2月14日、改正された陸軍管区表（明治36年勅令第13号）が公布となり、再び旅管が採用され連隊区は第8師管第4旅管に属した。
日本陸軍の内地19個師団体制に対応するため陸軍管区表が改正（明治40年9月17日軍令陸第3号）となり、1907年（明治40年）10月1日、管轄区域の大幅な変更が実施された。
1925年（大正14年）4月6日、日本陸軍の第三次軍備整理に伴い陸軍管区表が改正（大正14年軍令陸第2号）され、同年5月1日、旅管は廃され管轄区域は岩手県全域となった。
この区域が終戦まで続くが、1940年（昭和15年）8月1日、盛岡連隊区は北部軍管区弘前師管に属することとなった。ただし、北部軍管区を管轄とする北部軍司令部が設置される同年12月2日まで、弘前師管は東部軍管区に属した。1944年（昭和19年）3月25日、弘前師管は東部軍管区に所属を変更した。1945年2月11日、弘前師管は新設の東北軍管区に所属が変更された。同年には作戦と軍政の分離が進められ、軍管区・師管区に司令部が設けられたのに伴い、同年3月24日、連隊区の同域に地区司令部が設けられた。地区司令部の司令官以下要員は連隊区司令部人員の兼任である。同年4月1日、弘前師管は弘前師管区と改称された。

## 管轄区域の変遷
1888年5月14日、陸軍管区表（明治21年勅令第32号）が制定され、盛岡大隊区の管轄区域が次のとおり定められた。
- 岩手県

南岩手郡・北岩手郡・紫波郡・稗貫郡・東和賀郡・西和賀郡・胆沢郡・江刺郡・西磐井郡・東磐井郡・気仙郡・西閉伊郡・東閉伊郡・南閉伊郡・北閉伊郡・中閉伊郡
- 宮城県

登米郡・本吉郡・栗原郡
1896年4月1日、連隊区へ改組された際、同時に「陸軍管区表」が改正（明治29年3月16日勅令第24号）され、盛岡市が加えられた。さらに、郡制施行による郡の統廃合により陸軍管区表が改正（明治29年12月4日勅令第381号）され、1897年（明治30年）4月1日に南岩手郡・北岩手郡が岩手郡に、東和賀郡・西和賀郡が和賀郡に、西閉伊郡・南閉伊郡が上閉伊郡に、東閉伊郡・北閉伊郡・中閉伊郡が下閉伊郡に変更された。変更後の管轄区域は以下のとおり。
- 岩手県

盛岡市・岩手郡・紫波郡・和賀郡・胆沢郡・江刺郡・西磐井郡・東磐井郡・気仙郡・稗貫郡・上閉伊郡・下閉伊郡
- 宮城県

登米郡・本吉郡・栗原郡
1907年10月1日、陸軍管区表の改正（明治40年9月17日軍令陸第3号）により全国的に管轄区域が変更となり、盛岡連隊区の区域が次のとおり定められた。岩手県下閉伊郡を青森連隊区へ、宮城県区域を仙台連隊区へ移管した。
- 岩手県

盛岡市・上閉伊郡・気仙郡・岩手郡・紫波郡・稗貫郡・和賀郡・江刺郡・東磐井郡・胆沢郡・西磐井郡
1925年5月1日、陸軍管区表の改正（大正14年4月6日軍令陸第2号）に伴い、青森連隊区から岩手県九戸郡・下閉伊郡・二戸郡が編入され、管轄区域は岩手県全域となり、廃止されるまで変更はなかった。

## 司令官
盛岡大隊区
- （心得）鈴木安民 歩兵大尉：1888年5月14日 -
- 梶原景謙 歩兵少佐：1894年10月27日[9] -

盛岡連隊区
- 梶原景謙 歩兵少佐：不詳 - 1899年7月4日
- 柴田忠雄 歩兵少佐：1899年7月4日 - 1901年8月10日
- 松原晙三郎 歩兵少佐：1901年8月10日 - 1902年11月1日
- 島村耕作 歩兵少佐：1902年11月1日 - 1904年3月22日
- 矢部利次 歩兵少佐：1904年3月30日 - 1906年2月6日
- 尾上貞固 歩兵大佐：1906年2月6日 - 8月4日
- 林景敏 歩兵少佐：1906年8月8日 - 1909年8月18日
- 中野知秀 歩兵少佐：1909年8月18日 - 1912年9月28日
- 深野卯四童 歩兵大佐：1912年9月28日 - 1914年8月10日
- 河上清吉 歩兵中佐：1914年8月10日 - 1917年8月6日
- 上島源二 歩兵中佐：1917年8月6日 -
- 小野五郎 歩兵大佐：不詳 - 1922年8月15日[10]
- 長嶺俊之助 歩兵大佐：1922年8月15日[10] -
- 国崎登 歩兵中佐：1932年2月29日 - 1934年3月5日[11]
- 成川博 歩兵大佐：1934年3月5日[11] - 1935年8月1日[12]
- 摺沢茂材 歩兵大佐：1935年8月1日[12] -
- 村上亮 騎兵大佐：1939年3月9日 - 1942年8月1日[13]

盛岡連隊区兼盛岡地区司令官
- 遠藤春山 予備役陸軍少将：1945年3月31日[14] -